# 拉斯卡里斯宫

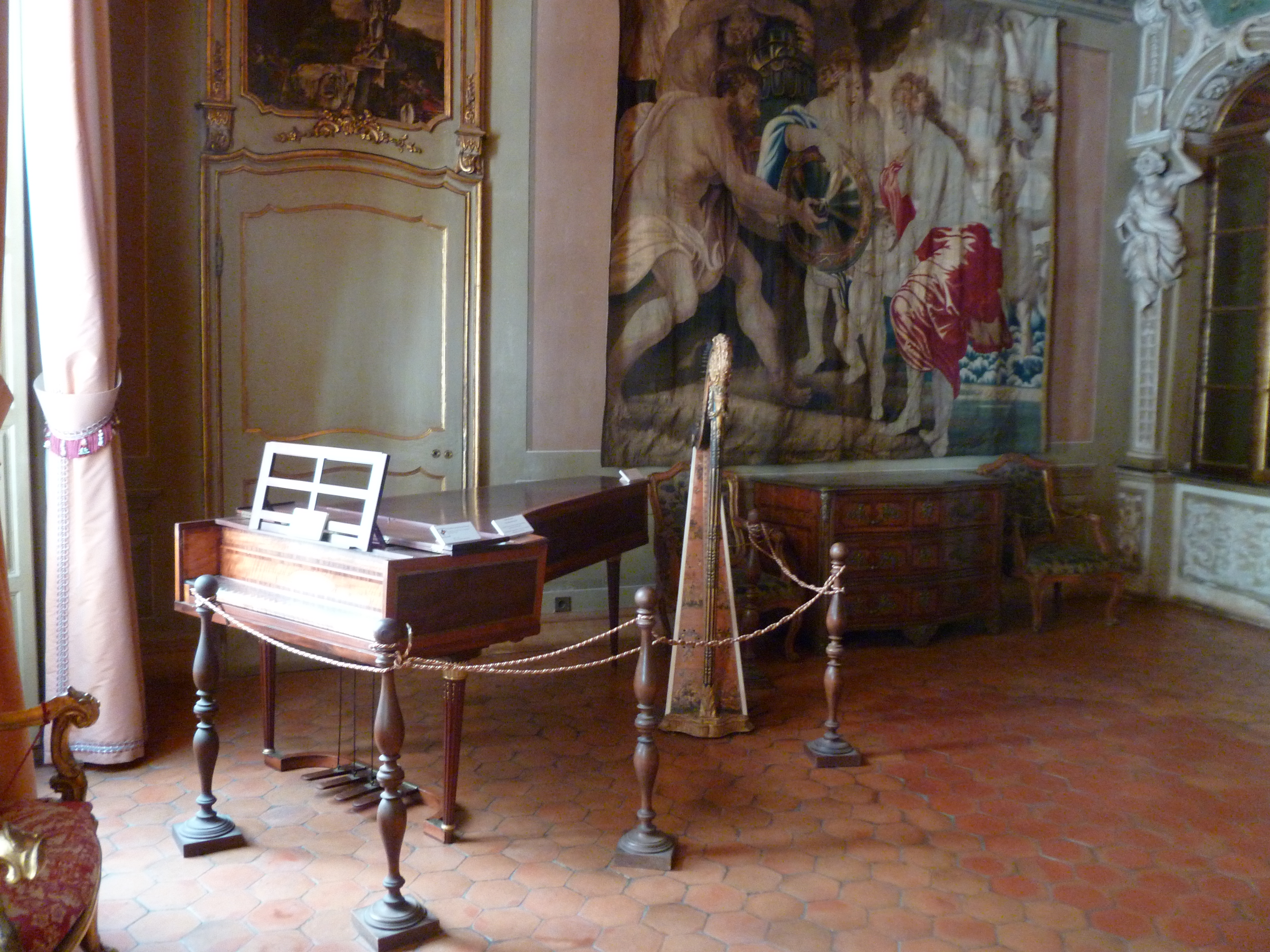
拉斯卡里斯宫内部

拉斯卡里斯宫（Palais Lascaris）是法国尼斯的一座历史建筑，位于尼斯老城，建于17世纪。目前开辟为乐器博物馆，为法国第二大同类博物馆。

## 历史
1942年，尼斯市收购了这座建筑。1962-1970年进行修复，开辟为对外开放的博物馆。2001年，尼斯的乐器收藏品从马塞纳博物馆迁至拉斯卡里斯宫。2011年，这些乐器向公众开放

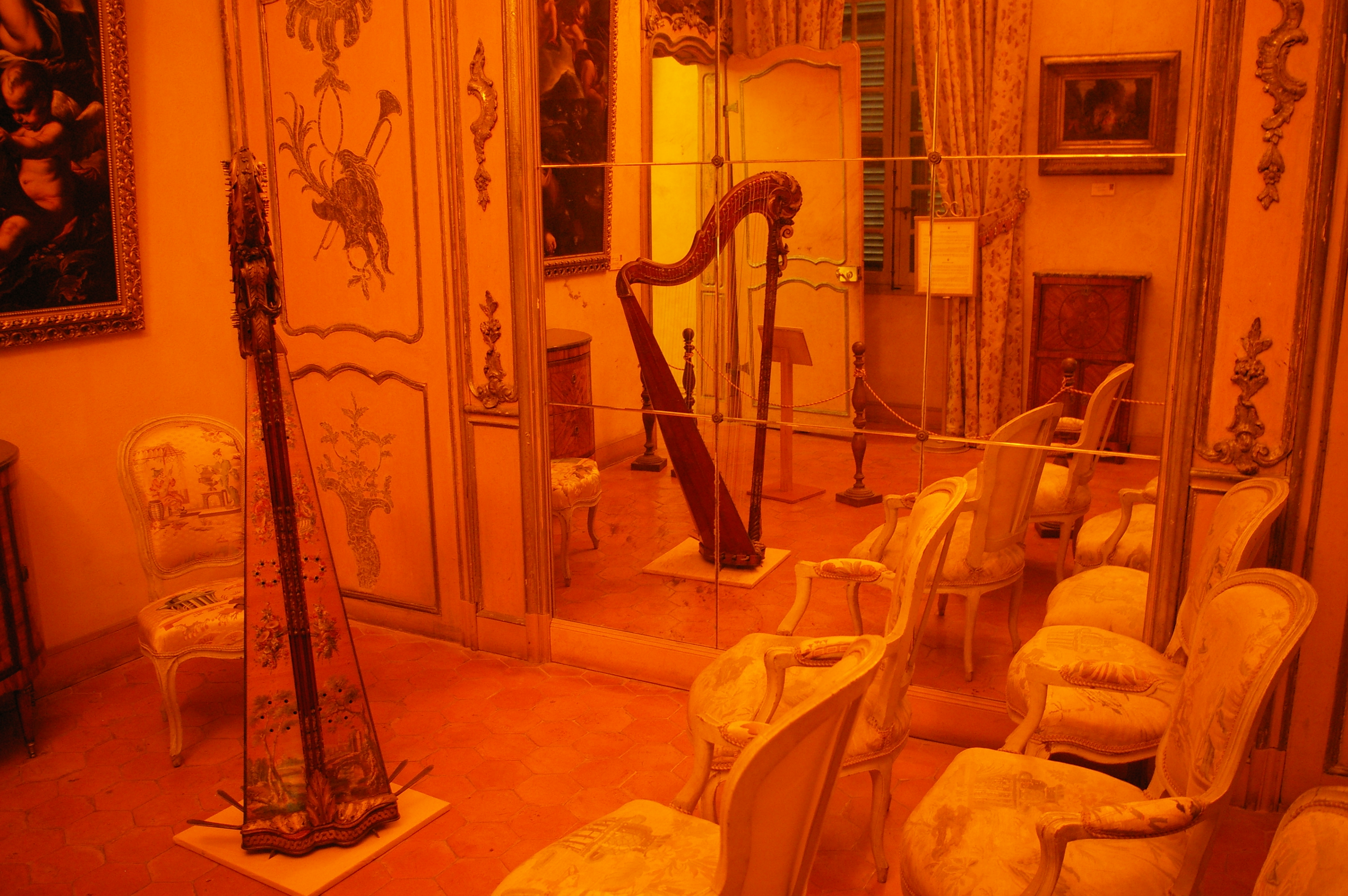

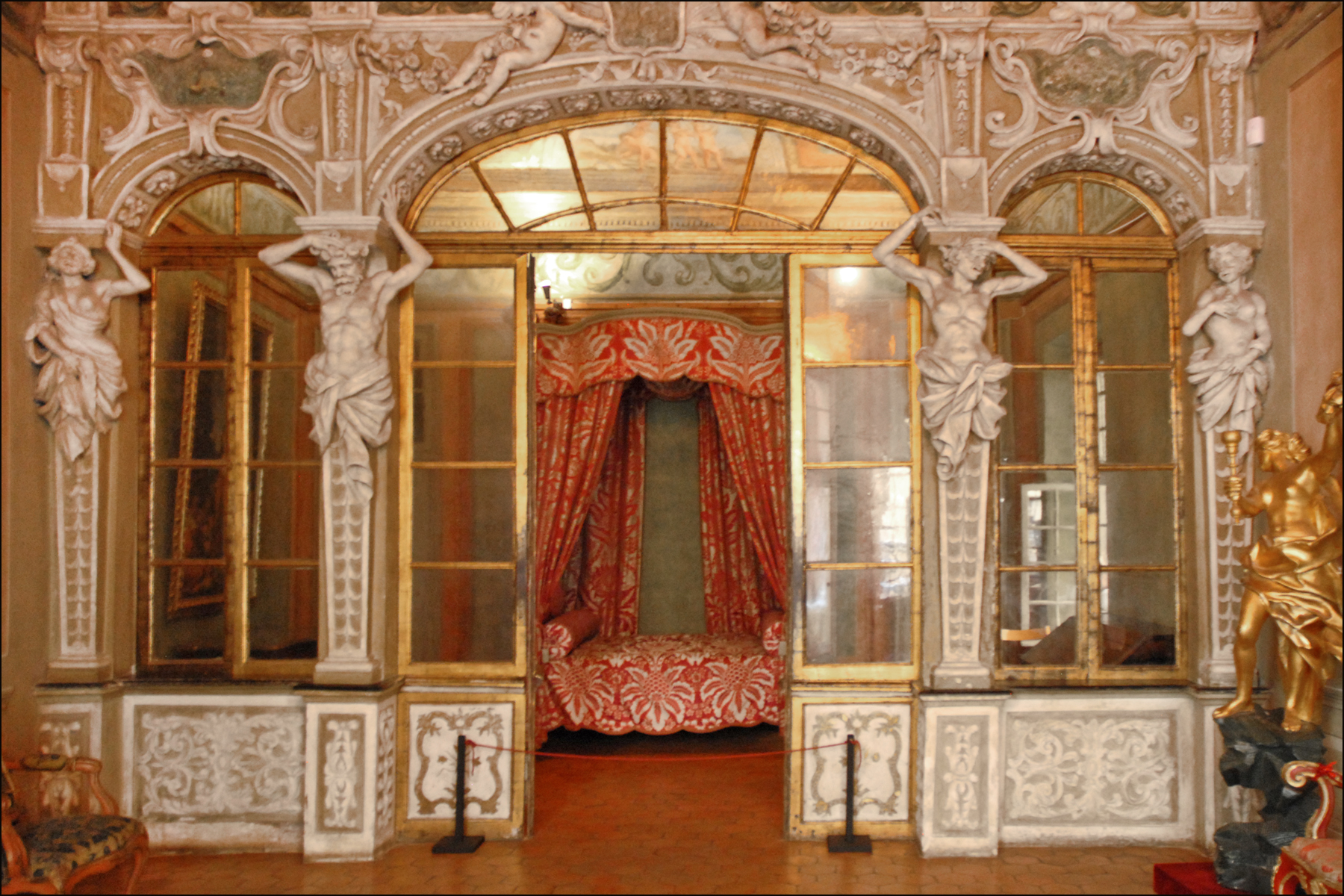
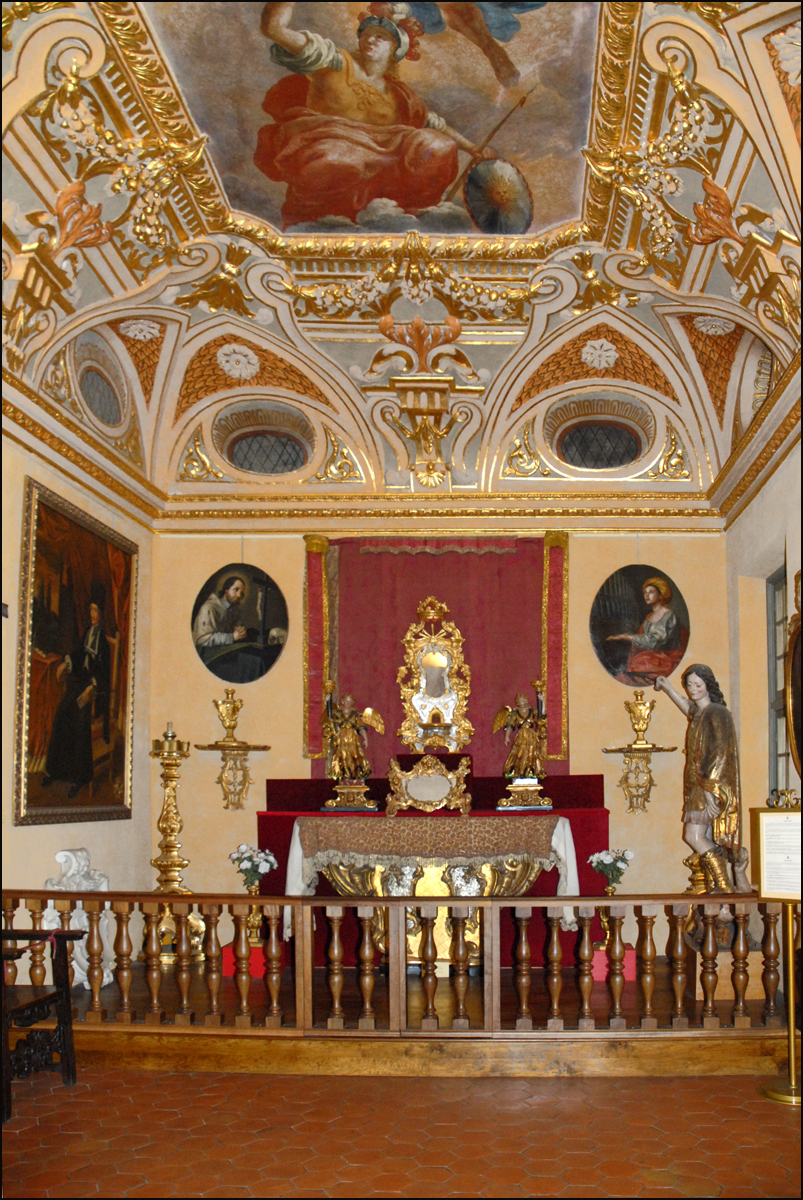
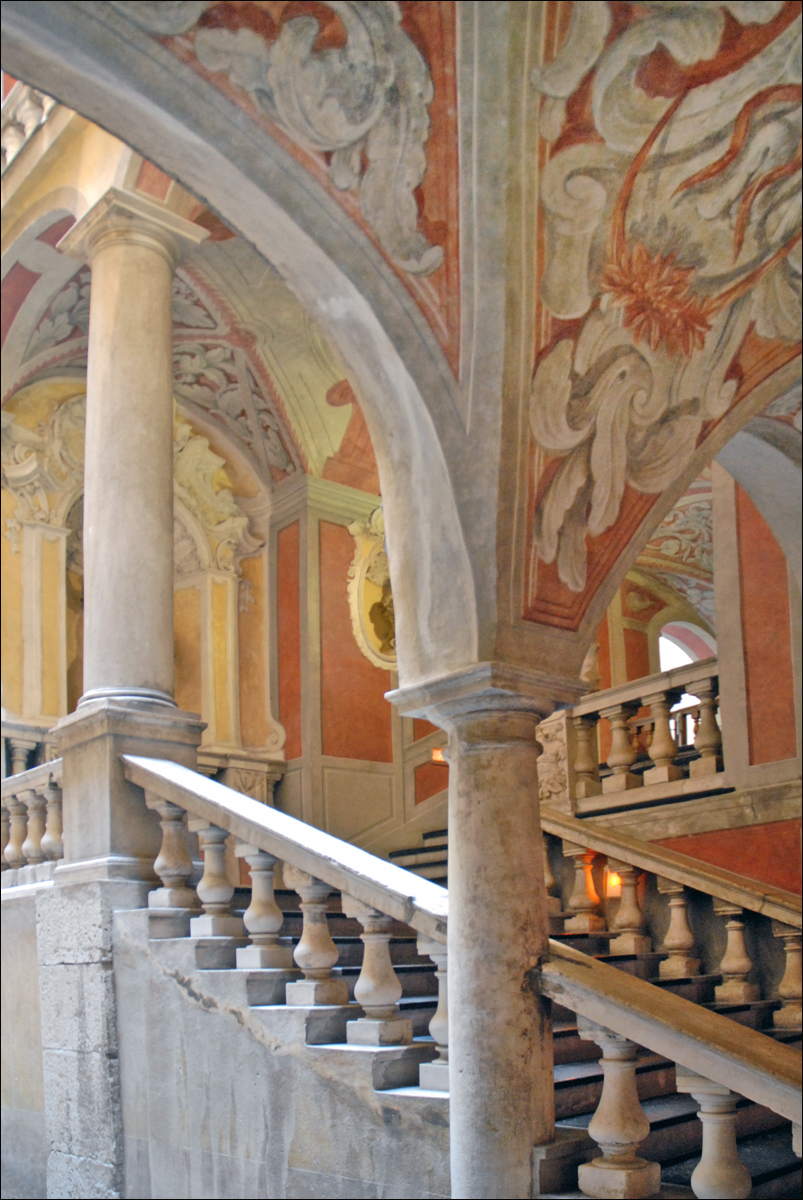
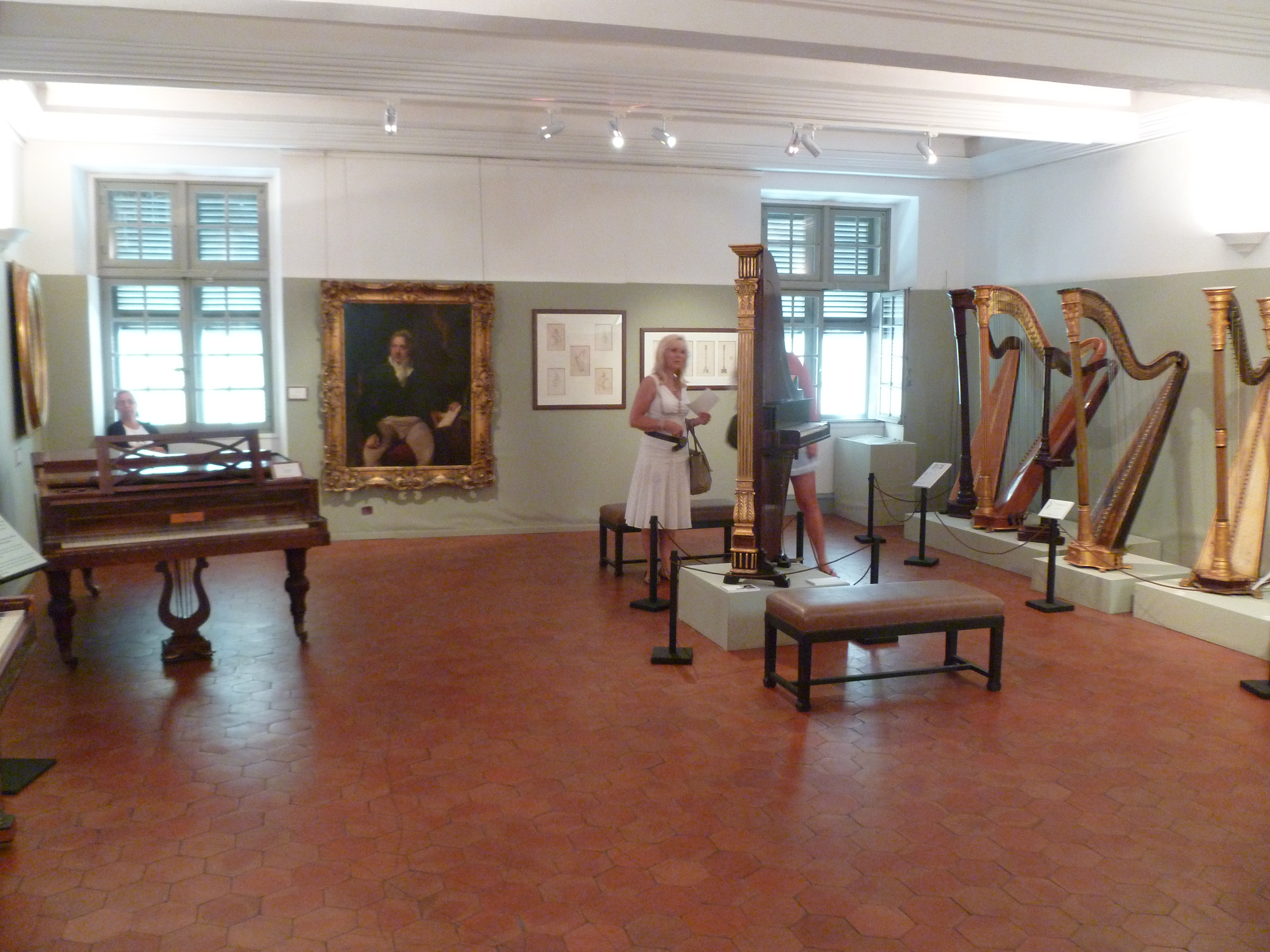
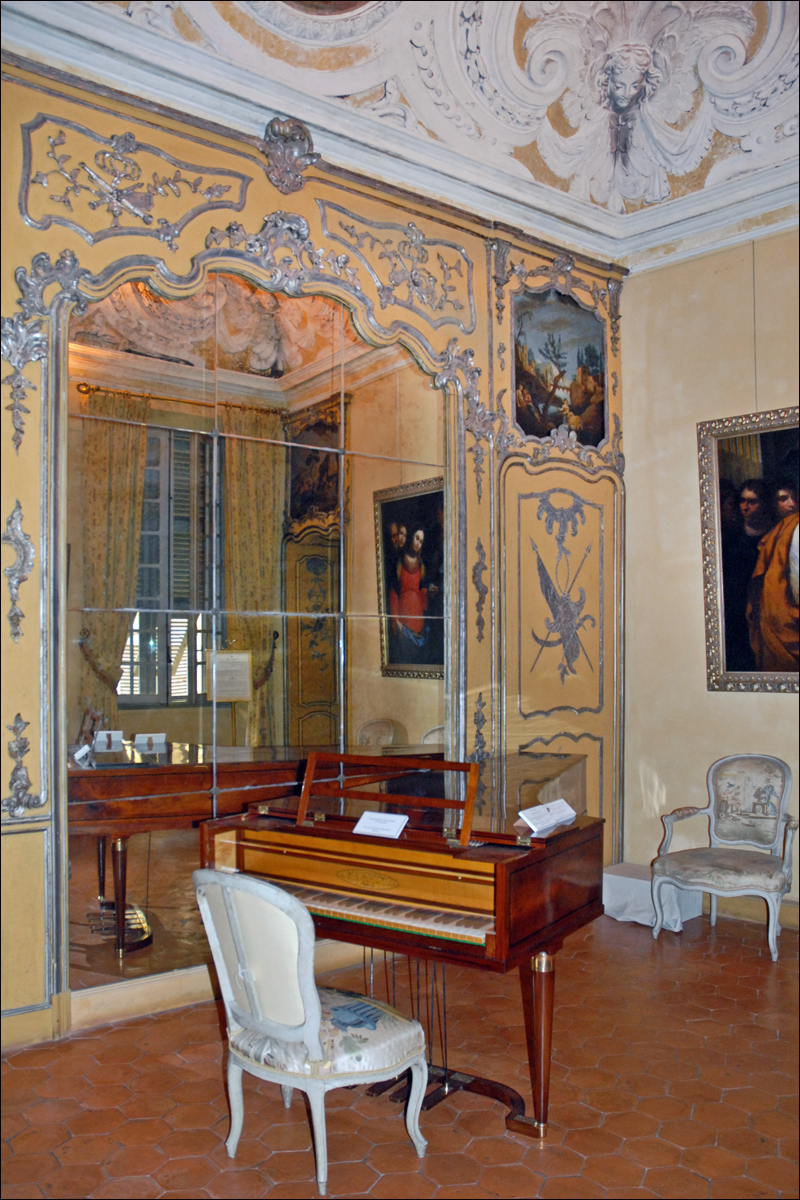

。